# Pomnik Iwana Kryłowa (Sankt Petersburg)
Pomnik Iwana Kryłowa (ros. Памятник Крылову) – pomnik znajdujący się w Petersburgu, w pobliżu głównej alei Ogrodu Letniego. Jest on poświęcony rosyjskiemu poecie, satyrykowi i bajkopisarzowi Iwanowi Kryłowowi.

## Historia
Historia pomnika sięga 1845 roku, kiedy to z inicjatywy miejscowej gazety w Petersburgu „Санкт-Петербургские Ведомости” powołano komitet w celu zbiórki pieniędzy na budowę pomnika sławnego w całej Rosji bajkopisarza, który zmarł zaledwie rok wcześniej.
W latach 1845–1848 komitet zebrał pieniądze w sumie około 13 000 rubli pochodzących z prywatnych donacji. Kolejnym krokiem w realizacji posągu było zorganizowanie przez Akademię Sztuk Pięknych w Petersburgu w maju 1848 roku konkursu na projekt pomnika, który wygrał rosyjski rzeźbiarz pochodzenia niemieckiego Peter Clodt von Jürgensburg wytypowany 26 listopada 1849 roku. Cztery lata później, wiosną 1852 roku Peter Clodt zaprezentował w Akademii Sztuk Pięknych w Petersburgu ostateczny projekt pomnika w postaci pełnowymiarowego modelu, który został zaakceptowany i odlany w brązie w maju 1853 roku.
W czasie trwania odlewu pomnika, zastanawiano się nad miejscem jego lokalizacji, zaproponowano m.in. takie miejsca jak: nekropolia artystów na terenie Ławry Aleksandra Newskiego, w Akademii Sztuk Pięknych, czy przed budynkiem Biblioteki Publicznej, jednak wszystkie propozycje zostały odrzucone przez samego Mikołaja I, który przystał na propozycję Petera Klodta i zlecił ustawienie pomnika w Ogrodzie Letnim gdzie pisarz często przebywał. Odsłonięcie pomnika Kryłowa odbyła się 12 maja 1855 roku.
Pomnik Iwana Kryłowa składa się z odlewu jego postaci czytającej książkę w pozycji siedzącej wykonanej z brązu, który osadzony jest na granitowym cokole ozdobionym płaskorzeźbami bohaterów zwierzęcych pochodzących z jego bajek, całość ogrodzona jest metalową barierką, która została zainstalowana w 1865 roku w celu ochrony przed aktami wandalizmu.
Podczas oblężenia Leningradu w 1944 roku, pomnik został obudowany ochronną konstrukcją z drewnianych płyt. Jednak nie zdołało to uchronić pomnika przed uszkodzeniami, jakich doznał wskutek trafienia przez pocisk artyleryjski. W 1945 roku usunięto drewnianą konstrukcję, sam pomnik zaś odrestaurowano.